# Rancho de Aztla
Rancho de Aztla är en ort i Mexiko.   Den ligger i kommunen Tlapanalá och delstaten Puebla, i den sydöstra delen av landet, 100 km sydost om huvudstaden Mexico City. Rancho de Aztla ligger 1 466 meter över havet och antalet invånare är 394.
Terrängen runt Rancho de Aztla är platt norrut, men söderut är den kuperad. Terrängen runt Rancho de Aztla sluttar söderut. Runt Rancho de Aztla är det ganska tätbefolkat, med 104 invånare per kvadratkilometer. Närmaste större samhälle är Izúcar de Matamoros, 13,4 km söder om Rancho de Aztla. Omgivningarna runt Rancho de Aztla är en mosaik av jordbruksmark och naturlig växtlighet.